# Castillo de Ehrenfels
El castillo de Ehrenfels es un castillo en la comuna de Sils im Domleschg del cantón de los Grisones en Suiza. Es un bien cultural de importancia nacional. Hoy en día es un albergue juvenil de 38 camas.

## Historia

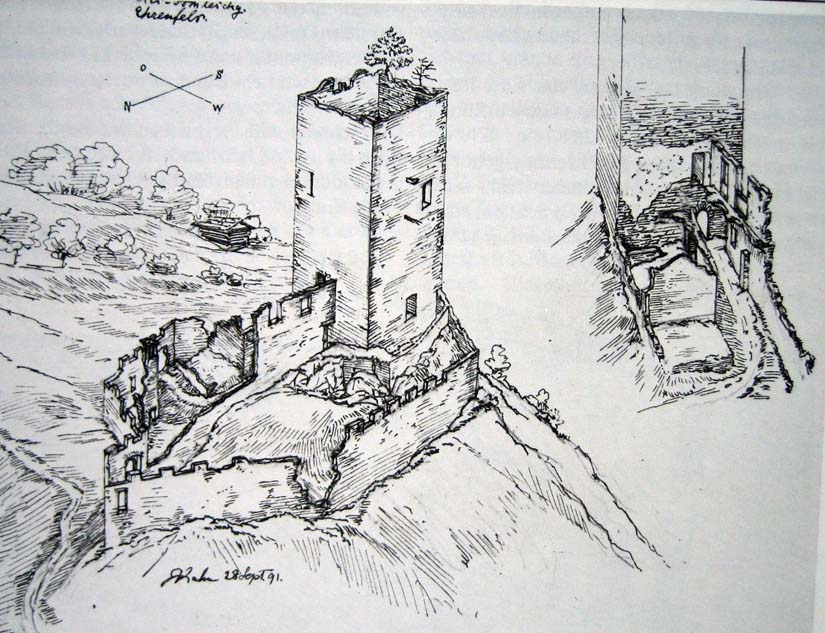
El castillo en 1891

El castillo fue construido probablemente en la primera mitad del siglo XIII. La primera mención del Señor de Ehrenfels se remonta al año 1257. En 1320 era propiedad de Burkhard y Rudolf von Schauenstein, quienes también usaban el nombre de «Ehrenfels» o «Herrenfels». Probablemente en aquella época ampliaron el que sería un sencillo bergfried inicial con espacio residencial y una cortina. El castillo fue mencionado por primera vez en 1423 y su propietario era Hermann von Ehrenfels. Hacia finales del siglo XV o principios del XVI fue cedido al Monasterio de Cazis, aunque la familia Schauenstein-Ehrenfels continuó ocupándolo. Durante el siglo XVI el castillo fue renovado y reconstruido para convertirlo en un palas más confortable.
Sin embargo, hacia el año 1600 Ehrenfels fue abandonado y comenzó a caer en ruinas. Partes del castillo fueron demolidas para utilizar material de construcción. En 1933 fue adquirido por la «Schweizerische Burgenverein» (Asociación de Castillos Suizos) y convertido en albergue juvenil. Dado que la conversión se realizó sin una investigación arqueológica ni registros, se perdió gran parte de la historia del castillo. En 1954, la «Swiss Youth Hostels» le compró el castillo a la asociación. Actualmente sigue en funcionamiento.